# Bahnstrecke Neubrandenburg–Friedland
| Bahnhof in Friedland (Meckl), 2011 |                         |                                         |                                         |
| Streckennummer (DB): | 6756                    |                                         |                                         |
| Kursbuchstrecke: | 108h (1934) 121e (1946) |                                         |                                         |
| Streckenlänge: | 25,6 km                 |                                         |                                         |
| Spurweite: | 1435 mm (Normalspur)    |                                         |                                         |
| |                         |                                         |                                         |
| \| \| \| \| \| \| \| \| von Waren \| \| \| \| \| von Güstrow \| \| \| \| \| Berliner Nordbahn von Stralsund \| \| \| \| 0,0 \| Neubrandenburg \| Neubrandenburg \| \| \| \| Berliner Nordbahn nach Neustrelitz \| \| \| \| \| nach Pasewalk \| \| \| \| \| DB Netz / Stadt Neubrandenburg \| \| \| \| 3,0 \| Neubrandenburg Vorstadt \| Neubrandenburg Vorstadt \| \| \| \| Anschluss Praefa Blähtonwerk \| \| \| \| 3,2 \| Awanst Neubrandenburg Industriegelände \| Awanst Neubrandenburg Industriegelände \| \| \| \| \| \| \| \| 6,3 \| Awanst Trollenhagen \| Awanst Trollenhagen \| \| \| \| Stadt Neubrandenburg / Friedländer Bahn \| \| \| \| 9,8 \| Neuenkirchen (Meckl) \| Neuenkirchen (Meckl) \| \| \| 14,0 \| Staven \| Staven \| \| \| 17,5 \| Roggenhagen \| Roggenhagen \| \| \| 19,8 \| Pleetz \| Pleetz \| \| \| 25,6 \| Friedland (Meckl) \| Friedland (Meckl) \| \| \| \| (ehem. Übergang zur MPSB) \| \| |                         |                                         |                                         |
| Strecke von links (außer Betrieb) · Strecke von rechts (außer Betrieb) |                         |                                         |                                         |
| Abzweig geradeaus und von rechts (Strecke außer Betrieb) · Strecke (außer Betrieb) |                         | von Waren                               | von Waren                               |
| Abzweig ehemals geradeaus und von links · Kreuzung geradeaus oben (Strecke geradeaus außer Betrieb) |                         | von Güstrow                             | von Güstrow                             |
| Abzweig geradeaus und von links · Kreuzung geradeaus oben (Strecke geradeaus außer Betrieb) |                         | Berliner Nordbahn von Stralsund         | Berliner Nordbahn von Stralsund         |
| Bahnhof · Strecke (außer Betrieb) | 0,0                     | Neubrandenburg                          | Neubrandenburg                          |
| Abzweig geradeaus und nach rechts · Strecke (außer Betrieb) |                         | Berliner Nordbahn nach Neustrelitz      | Berliner Nordbahn nach Neustrelitz      |
| Abzweig geradeaus, nach rechts und ehemals von rechts · Strecke (außer Betrieb) |                         | nach Pasewalk                           | nach Pasewalk                           |
| Wechsel des Eisenbahninfrastrukturunternehmens · Strecke (außer Betrieb) |                         | DB Netz / Stadt Neubrandenburg          | DB Netz / Stadt Neubrandenburg          |
| Strecke · ehemaliger Betriebs-/Güterbahnhof Strecke bis hier außer Betrieb | 3,0                     | Neubrandenburg Vorstadt                 | Neubrandenburg Vorstadt                 |
| Strecke · Abzweig geradeaus und nach rechts |                         | Anschluss Praefa Blähtonwerk            | Anschluss Praefa Blähtonwerk            |
| Blockstelle · Strecke | 3,2                     | Awanst Neubrandenburg Industriegelände  | Awanst Neubrandenburg Industriegelände  |
| Strecke nach links · Abzweig ehemals geradeaus, nach rechts und von rechts |                         |                                         |                                         |
| Abzweig geradeaus und von links | 6,3                     | Awanst Trollenhagen                     | Awanst Trollenhagen                     |
| Wechsel des Eisenbahninfrastrukturunternehmens |                         | Stadt Neubrandenburg / Friedländer Bahn | Stadt Neubrandenburg / Friedländer Bahn |
| ehemaliger Bahnhof | 9,8                     | Neuenkirchen (Meckl)                    | Neuenkirchen (Meckl)                    |
| ehemaliger Haltepunkt / Haltestelle | 14,0                    | Staven                                  | Staven                                  |
| ehemaliger Haltepunkt / Haltestelle | 17,5                    | Roggenhagen                             | Roggenhagen                             |
| ehemaliger Haltepunkt / Haltestelle | 19,8                    | Pleetz                                  | Pleetz                                  |
| Betriebs-/Güterbahnhof Streckenende | 25,6                    | Friedland (Meckl)                       | Friedland (Meckl)                       |
| |                         | (ehem. Übergang zur MPSB)               |                                         |

Die Bahnstrecke Neubrandenburg–Friedland ist eine 26 Kilometer lange Nebenbahn im Land Mecklenburg-Vorpommern. Ihr ursprünglicher Betreiber war die Neubrandenburg-Friedländer Eisenbahn-Gesellschaft. Der Personenverkehr auf der Bahn wurde 1994 eingestellt, der Güterverkehr beschränkt sich seit 1995 auf den Abschnitt Neubrandenburg Vorstadt–Friedland.

## Geschichte

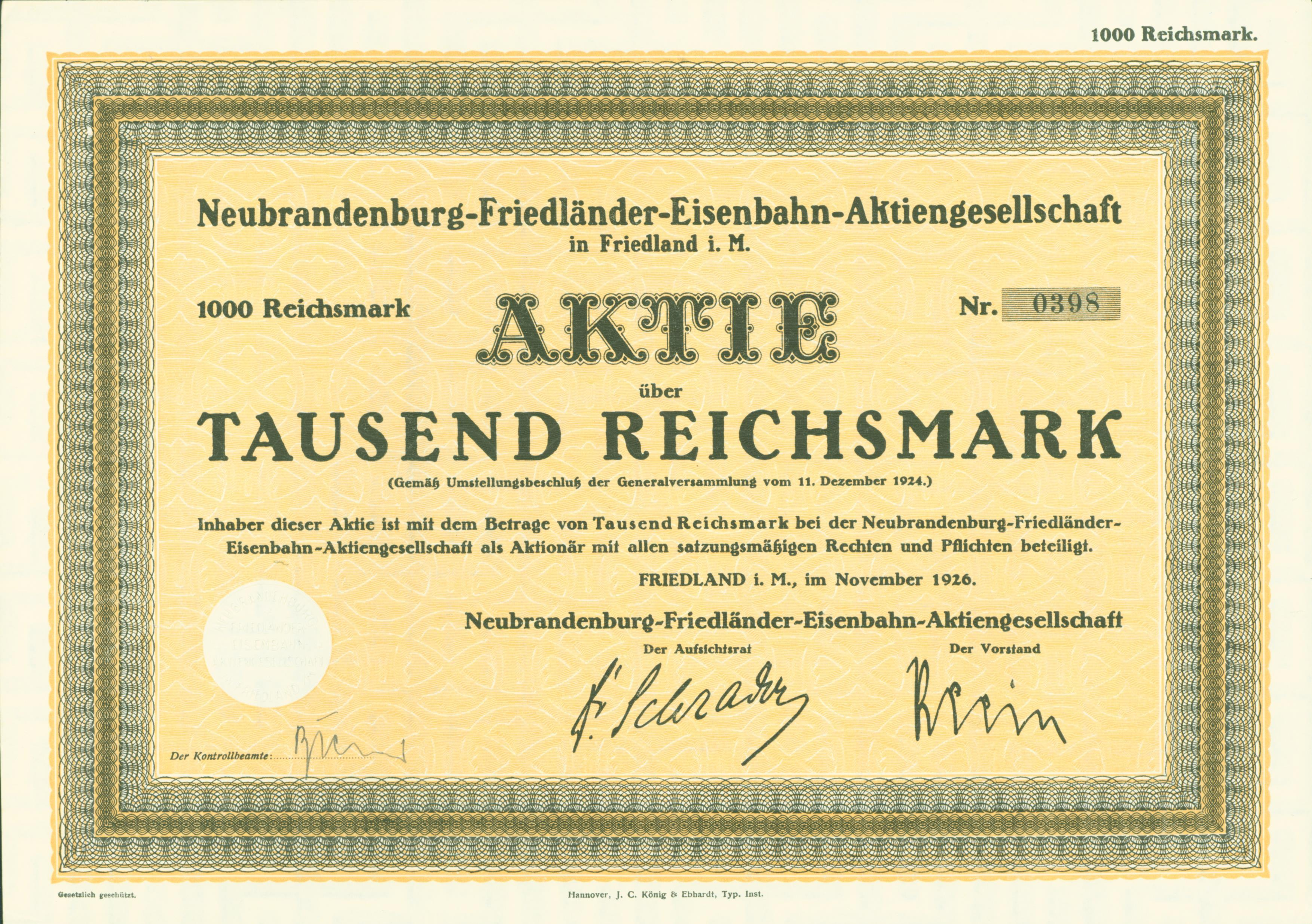
Aktie über 1000 RM der Neubrandenburg-Friedländer-Eisenbahn-AG vom November 1926

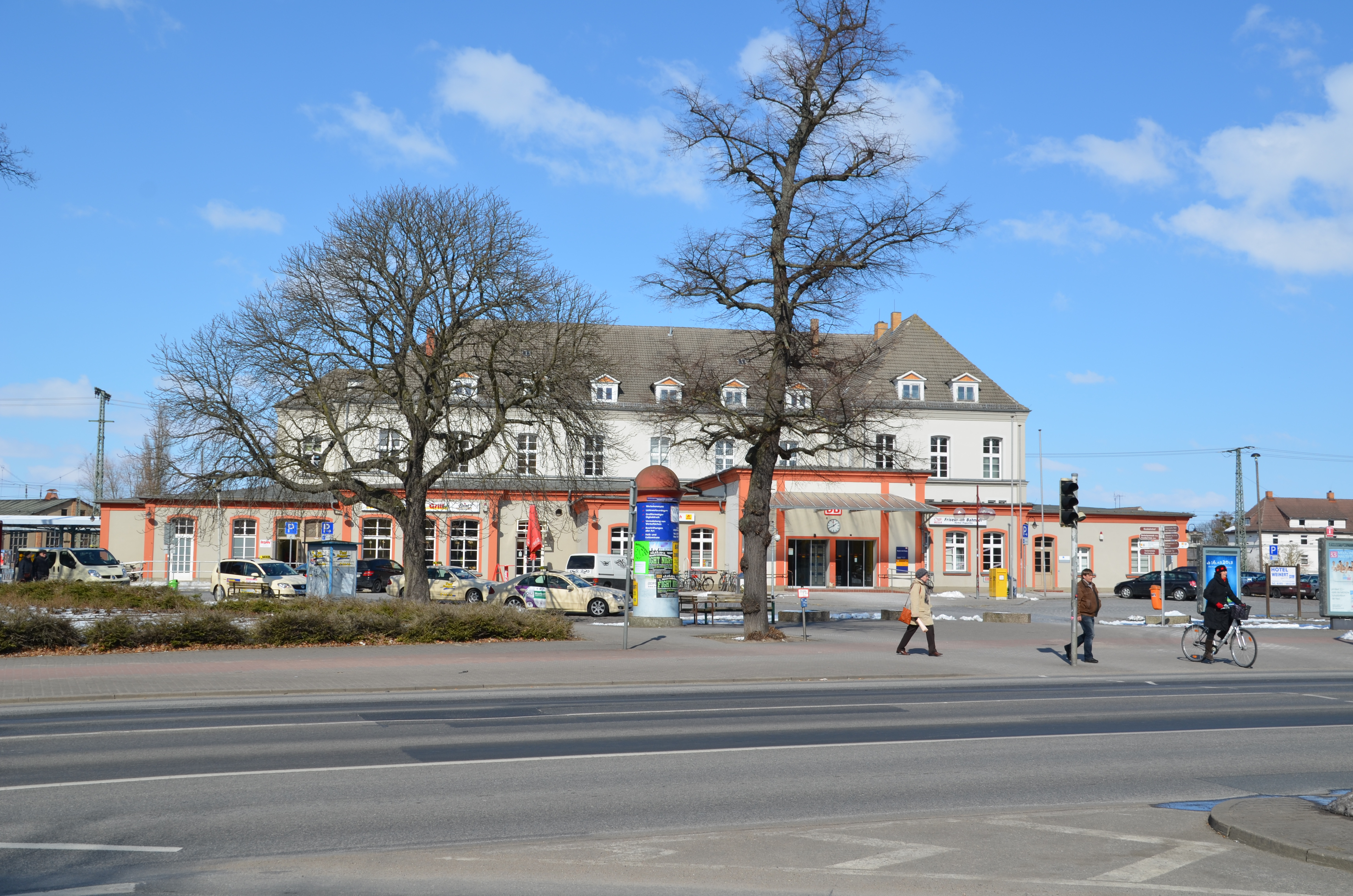
Bahnhof Neubrandenburg, Ausgangspunkt der Strecke.

Die Neubrandenburg-Friedländer Eisenbahn-Aktiengesellschaft (NFE) wurde am 21. Februar 1884 gegründet. Ihr Zweck war der Bau einer Eisenbahnstrecke vom Bahnknotenpunkt Neubrandenburg, wo der Bahnhof der Bahnstrecke Parchim–Neubrandenburg mitbenutzt wurde, nach Friedland (Meckl), dem Sitz der Gesellschaft. Von dieser Kleinstadt, die sich zum Industriezentrum des kleinen Landes Mecklenburg-Strelitz entwickelte, führten seit 1891/92 zwei Strecken der Mecklenburg-Pommerschen Schmalspurbahn AG in nördlicher und östlicher Richtung nach Vorpommern weiter.

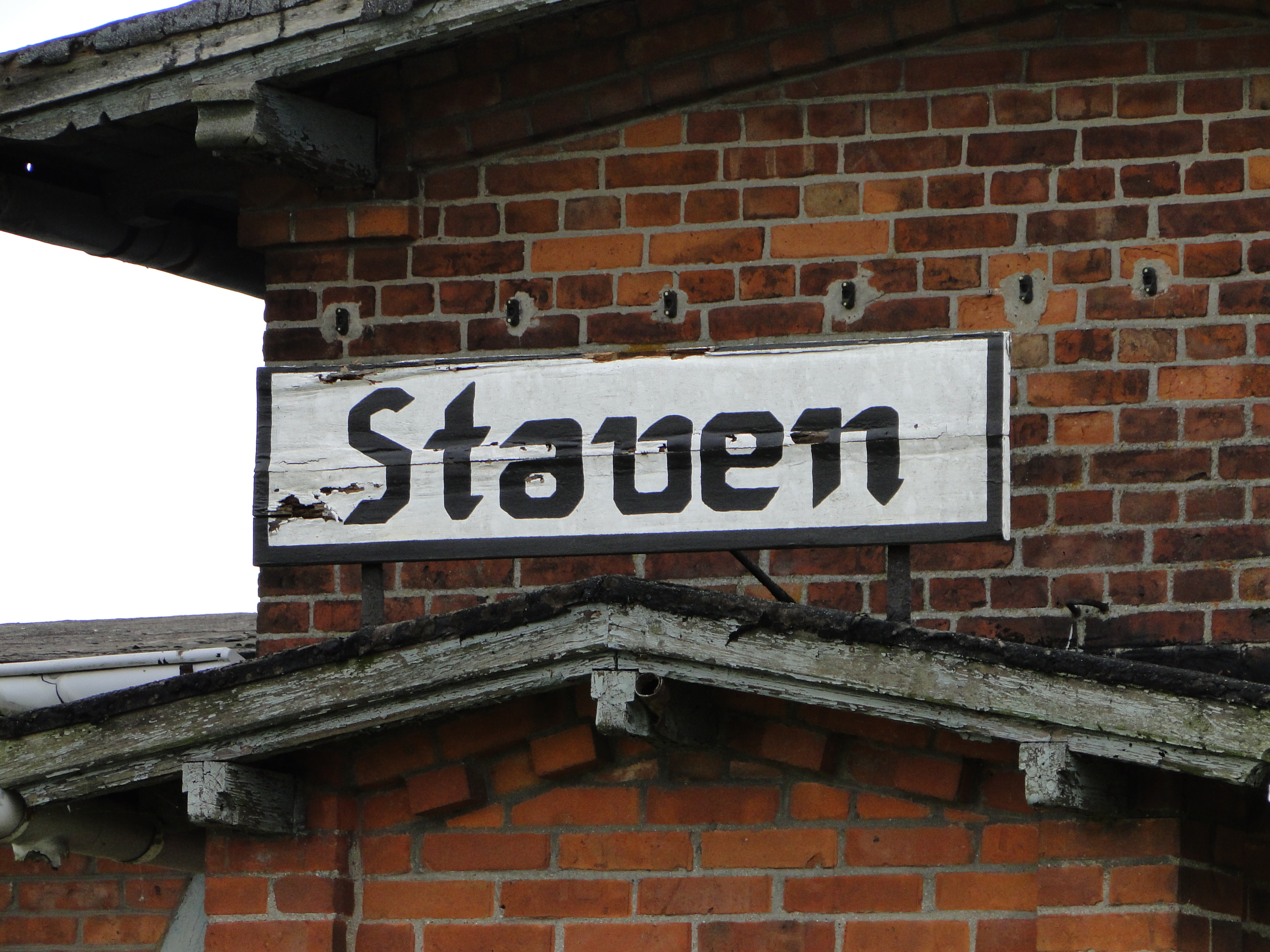
Stationsschild am ehemaligen Haltepunkt Staven

Die Bahn wurde von der Centralverwaltung für Secundairbahnen Herrmann Bachstein (CV) erbaut und am 5. November 1884 eröffnet. Großherzoglicher Commissarius für den Bau war der Landdrost und Kammerherr Wolf von der Lancken. Die CV, die auch die Betriebsführung übernahm, gehörte zu den Gründern ebenso wie das Großherzogtum Mecklenburg-Strelitz und die beiden Städte an den Endpunkten. Seit 1895 war die CV Bachstein Alleinaktionär. Die vor dem Ersten Weltkrieg angedachte Verlängerung der Strecke bis Ducherow bzw. einer Stichbahn nach Woldegk unterblieb, da die geplante Strecke bis dort teilweise im Einzugsbereich der MPSB gelegen hätte.
Die Güterbeförderung der meist landwirtschaftlichen Produkte blieb in den ersten Jahren des Betriebs stets bescheiden. Erst mit der Eröffnung der Mecklenburg-Pommerschen Schmalspurbahn, dem Anschluss an eine Kartoffelstärkefabrik und vor allem an die Zuckerfabrik in Friedland stiegen den Beförderungsleistungen ab den 1890er Jahren stark an.
Nachdem ab 1918 bis zum Ende der Weltwirtschaftskrise der Güterverkehr stagnierte, stieg ab den 30er Jahren die Anzahl der beförderten Güter wieder an, Bedeutung erlangten aber auch Militärtransporte im Zweiten Weltkrieg. Der geringe Personenverkehr der NFE, der in aller Regel nur drei tägliche Zugpaare aufwies, wurde seit etwa 1925 durch Omnibusse der zur CV gehörenden Kraftverkehrsgesellschaft Friedland mbH ergänzt.

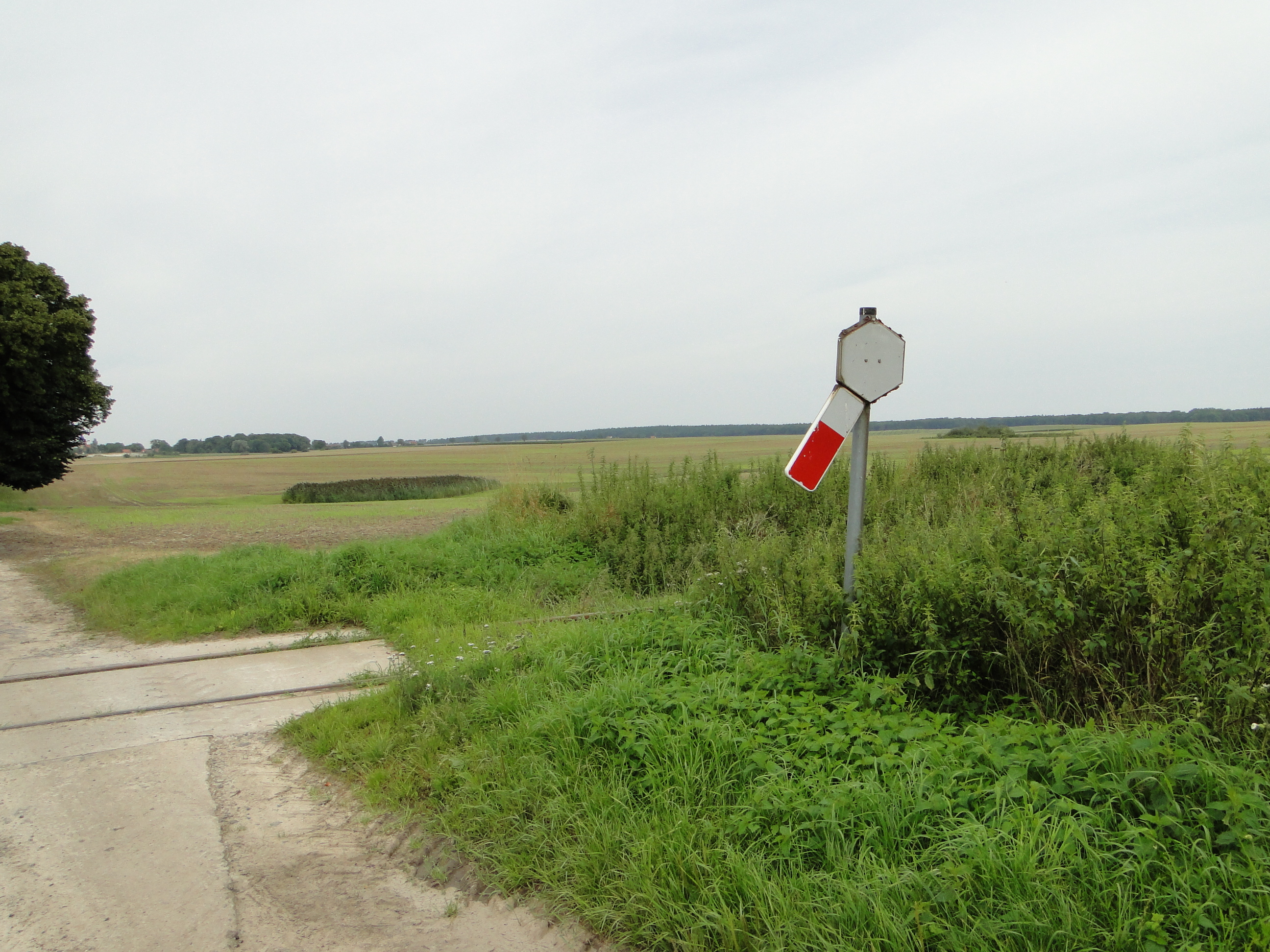
Bahnübergang bei Roggenhagen mit Rest eines Andreaskreuzes

Nach der Besetzung Mecklenburgs durch die Rote Armee wurde die Bahngesellschaft enteignet und am 1. Januar 1947 der Hauptverwaltung der Eisenbahnen des Landes Mecklenburg unterstellt. Die Aktiengesellschaft NFE wurde 1948 im Handelsregister gelöscht. Am 1. April 1949 übernahm die Deutsche Reichsbahn den Betrieb und führte ihn noch 45 Jahre weiter. 
Am 23. November 1985 kam es nahe Neubrandenburg wegen Mängeln in der Verständigung der beteiligten Eisenbahner zu einem schweren Frontalzusammenstoß zwischen einem Übergabezug und einem Gmp (Güterzug mit Personenbeförderung). 3 Tote, 21 Verletzte und erheblicher Sachschaden waren die Folge.
Der Personenverkehr, der zuletzt aus nur drei Zugpaaren am Tag bestand, wurde am 14. Januar 1994 eingestellt. Das rund drei Kilometer lange Teilstück zwischen Neubrandenburg und Neubrandenburg Vorstadt, das die Bahnstrecken nach Güstrow und Stralsund auf Brücken überquerte, wurde anschließend stillgelegt. Grund hierfür war, dass das Überwerfungsbauwerk keine ausreichende Höhe für die Elektrifizierung der Strecke nach Stralsund aufwies. Ein Streckenrest am westlichen Bahnhofskopf von Neubrandenburg ist heute noch gut sichtbar und dient als Ausziehgleis.
Die Anbindung der Strecke an das übrige Bahnnetz erfolgt seither ausschließlich über die städtische Industrieanschlussbahn Neubrandenburg, die seit den 1970er-Jahren im Osten der Stadt eine zweite Verbindung der Stationen Neubrandenburg und Neubrandenburg Vorstadt herstellt. Auf Abschnitten der aufgegebenen Teilstrecke entstanden Geh- und Radwege.

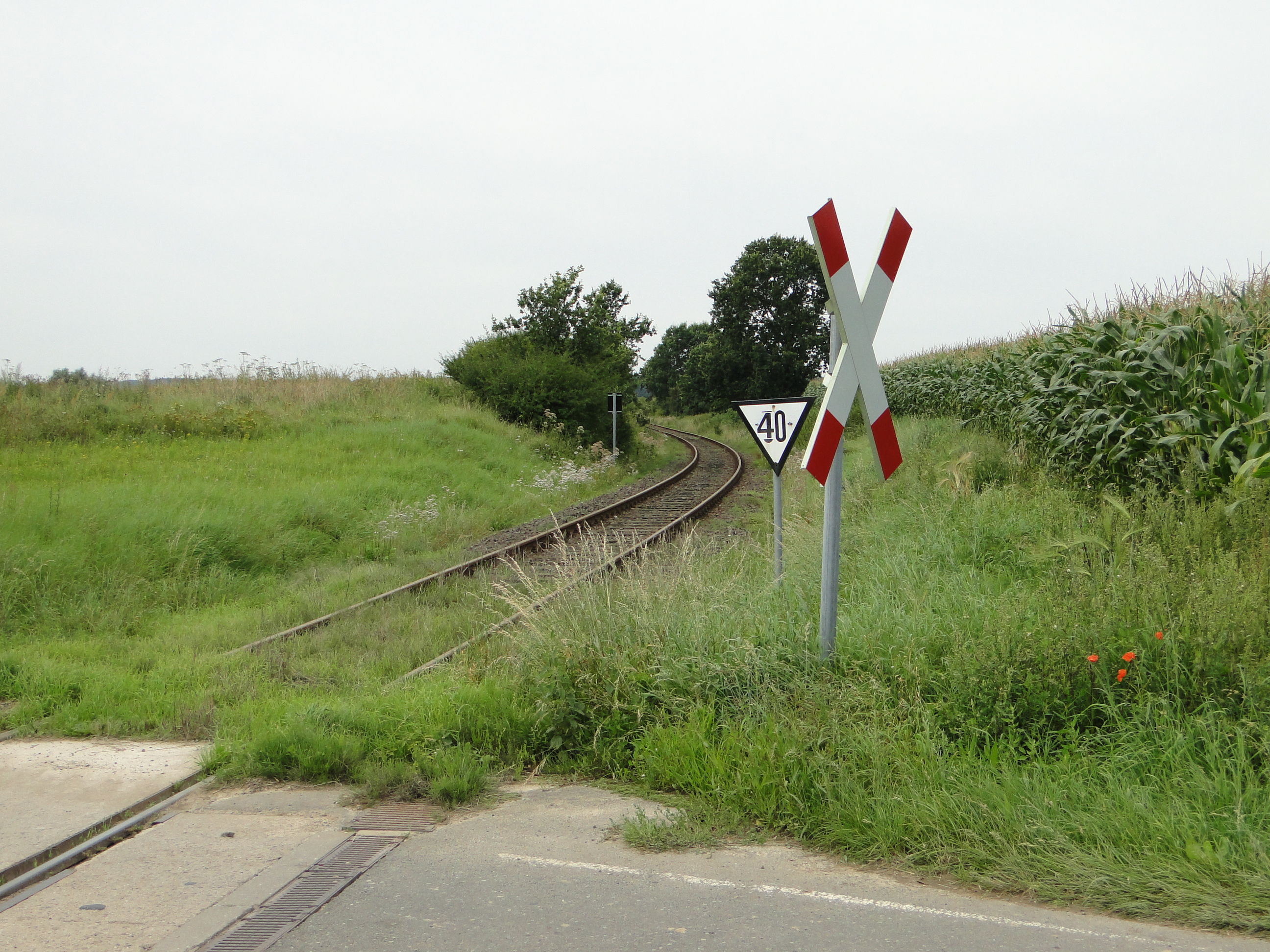
Bahnübergang bei Pleetz

Am 31. Dezember 2002 erfolgte die formelle Stilllegung der Strecke, wobei diese zunächst von DB Netz an die Ostmecklenburgischen Eisenbahn GmbH (OME) verpachtet wurde, die sie als Anschlussbahn weiter betrieb. Nachdem die OME 2004 den Pachtvertrag gekündigt hatte, wurde der Abschnitt von Neubrandenburg bis einschließlich Trollenhagen an die Stadt Neubrandenburg und die anschließende Teilstrecke Trollenhagen–Friedland an die FLB Friedländer Bahn GmbH verkauft. Hauptgesellschafter ist die Friedländer Landhandels- und Dienste GmbH, weitere Gesellschafter sind die Städte Friedland und Neubrandenburg sowie der Landkreis Mecklenburgische Seenplatte. Der FLB-Streckenabschnitt ist an die RegioInfra GmbH verpachtet.

## Betrieb
Der Güterverkehr wurde bis Ende 2009 von der Ostseeland Verkehr GmbH  (OLA, vormals OME) bedarfsweise durchgeführt. Seither wird er von DB Cargo betrieben. Dabei handelt es sich vorwiegend um Düngemittel-Ganzzüge für den Landhandel in Friedland. Im Frühjahr und Herbst können diese mehrmals wöchentlich verkehren, wobei im Jahr 70.000 Tonnen (Stand: 2024) transportiert werden. Die Züge fahren dabei zunächst in den Bahnhof Friedland ein, von wo aus die Güterwagen in den Gleisanschluss des Landhandels zurückgedrückt werden. Eine längerfristige Planung sieht den Bau einer Verbindungskurve vor, sodass der Streckenteil hinter dem dann umgebauten Anschluss des Landhandels einschließlich des Bahnhofs Friedland stillgelegt werden könnte.
Im November 2014 starteten die Bauarbeiten für eine neue Verbindungskurve von der Industrieanschlussbahn zur Friedländer Strecke, die nach rund anderthalb Jahren Bauzeit im April 2016 in Betrieb genommen werden konnte. Somit entfällt fortan der Fahrtrichtungswechsel am Vorstadtbahnhof. Der Anschluss Betonwerk Praefa bleibt erhalten, der alte Streckenteil vom Vorstadtbahnhof bis zum Anschluss an die neue Verbindungskurve ist bereits zurückgebaut, eine Entwidmung der freiwerdenden Flächen wird seitens der Stadt Neubrandenburg angestrebt.
Bis zur Schließung des militärischen Teils im Jahr 2013 wurde der Flugplatz Neubrandenburg-Trollenhagen, der über ein eigenes Anschlussgleis verfügt, unregelmäßig im Güterverkehr bedient. Im Personenverkehr finden nur noch gelegentliche Sonderfahrten von Eisenbahnvereinen statt.
Die Strecke wurde auf Initiative der Städte Friedland und Neubrandenburg sowie des Kreistages des Landkreises Mecklenburgische Seenplatte saniert. Jedoch wurde die Betriebserlaubnis zeitlich eingeschränkt. Ab August 2023 findet wieder Güterverkehr zum Friedländer Landhandel statt. Aufgrund des schlechten Streckenzustandes, der eine Fahrzeit von fast 70 Minuten für die Gesamtstrecke erfordert, planen die öffentlich-rechtlichen Gesellschafter eine Streckensanierung für rund 8,7 Millionen Euro. Es ist geplant die Transportleistung nach der Sanierung auf bis zu 120.000 Tonnen zu steigern.
Im Rahmen der „Mobilitätsoffensive MV“ wird eine Reaktivierung des SPNV mit zweistündlichem Takt angestrebt. Das Verkehrsministerium des Landes Mecklenburg-Vorpommern ließ bis März 2025 das Fahrgastpotenzial ermitteln. Dabei wurden 534 Personen an Werktagen prognostiziert, „für den ländlichen Raum Mecklenburg-Vorpommerns tragbar“, und das Ministerium kündigte deshalb weiterführende Untersuchungen an.